# Dacia Nova
El Dacia Nova fue un modelo de automóvil del sector B, fabricado por la firma automovilística rumana Dacia entre los años 1995 a 2000.
Se considera como el primer coche hecho 100% por ingenieros rumanos sin la participación de la casa francesa Renault, el cual luego sería parcialmente sustituido por el Dacia SuperNova.

## Historia
El primer bosquejo inicial provenía de las mesas de diseño de la Dacia desde la década de los 80, siendo ya algo desfasado para su aparición, por sus líneas algo cuadradas. Aunque se dice que en su diseño nada tuvo que ver Renault, se sabe que muchos de los modelos de motores usados en dicho coche son diseños derivados de los bloques propulsores usados por el Renault 19 y el Renault Clio en su 1.ª generación.
Un mito urbano que surgió en Rumanía sugirió que este era un coche copiado, y que en realidad se trataba de una versión del Renault 11 o del Peugeot 309, lo que es una afirmación incorrecta, ya que el Dacia Nova según sus creadores es un diseño 100% rumano[cita requerida]; no siendo cierto según algunas fuentes, las cuales dicen que la planificacón se inició en 1983 y la única parte del coche que resultó ser de origen Renault serían los motores Cléon de tipo OHV, mientras que el diseño es muy semejante al del Peugeot 309, esto no impide hallar las posibles coincidencias entre éste diseño y el del Dacia Nova.

## Características
Su diseño era de tipo hatchback, con dimensiones reducidas. Contaba para su impulsión con un sistema de tracción delantera, siendo sus carrocerías de 5 puertas. La gama de modelos era designada GT y GTi, de los cuales el más reciente con correcciones en su motor aparecería en 1998, éste fue llamado el modelo GTi. En el motor de la serie GT se incorporaba un sistema de carburador de doble cuerpo; con un alto consumo de carburante, el cual sería actualizado con un sistema de inyección de combustible Bosch MonoMotronic, para reducir el consumo del GT.

### Motorización
| Designación | Cilindrada | Tipo de combustible | Disposición        | Potencia                         | Velocidad máxima  | Aceleración (0–100 km/h) |
| ----------- | ---------- | ------------------- | ------------------ | -------------------------------- | ----------------- | ------------------------ |
| 1.4 GLi     | 1,397 cc   | Gasolina            | OHV, de 8 válvulas | 48 kilovatios (64 HP) a 5500 rpm | 150 km/h (93 mph) | 17 s                     |
| 1.6 GT      | 1,557 cc   | Gasolina            | OHV, de 8 válvulas | 52 kilovatios (70 HP) a 5500 rpm | 160 km/h (99 mph) | 15.9 s                   |
| 1.6 GTi     | 1,557 cc   | Gasolina            | OHV, de 8 válvulas | 52 kilovatios (70 HP) a 5500 rpm | 160 km/h (99 mph) | 15.9 s                   |